# 高杰村镇
高杰村镇，是中华人民共和国陕西省榆林市清涧县下辖的一个乡镇级行政单位。

## 行政区划
高杰村镇下辖以下地区：
高杰村、高家坬村、大有坪村、阳曲山村、瓦窑沟村、后坪村、南坬村、河口村、高坪坬村、辛关村、张家畔村、玉家山村、李家崖村、鹿塬村、麻家山村、东里坬村、东白家畔村、庄头村、马其山村、贺家山村、进土头村、崖头村、木家山村、白家山村、后山村、圪洞坬村、枣坪塔村、李家也村、袁家沟村、呼家山村、邓家坬村、刘家山村、井家山村、贺家湾村、南山村、崔家塔村、赵家山村、胡昌坪村、刘家坬村、井家坬村、井坬山村和西白家畔村。

## 著名人物
高杰村镇袁家沟村在40年间先后出了4位省委书记、8位副省级干部、28位厅级干部和100多位县处级干部，被称为“省委书记村”。
- 白行顺：袁家沟白氏远祖[4]，明成化（1465—1487）年间都察院右副都御史、湖广巡抚。
- 白行中：白行顺的同母异父弟，明朝政治人物。举人出身。
- 白汉濯：白树标、白树概、白如冰之父。
- 白树标（1893—1968）：白汉濯长子，曾任中华苏维埃中央政府国民经济部贸易总局局长。
- 白树概（1901—1970）：白汉濯次子，曾任清涧县苏维埃政府财政局长、绥清军区办事处经委主任。
- 白如冰：白汉濯第三子，山东省委原第一书记
- 高峻峰（1912—2002）：白如冰妻子，陕西省机械设备成套局工作，局级待遇。
- 白焕儒（1924—1996）：白树概长子，建国后曾任延长县委第二书记、吴起县委第一书记、黄龙县委第一书记、延安地区卫生局局长等职，1985年10月按副地师级干部离休。
- 白瑜（1954—）：白焕儒次子，历任延安市收费资金管理处副处长、延安市财政局副调研员（正处级）等职。
- 白栋才：江西省委原第一书记
- 白天：白棟材之子，深圳市人大常委会主任，曾任深圳市委副书记，市人大常委会主任和市政协主席。
- 白玉才：白治民、白炳信之父
- 白治民：福建省委原书记
- 白青山（1920—2009）：白治民之妻，历任富县妇救会副主任、子长县妇联主任、安塞县妇联主任、绥德分区妇联主任、陕西省委农工部干部处副处长、西北局组织部干事等职务，后民调福建和中组部，2009年享受副部级医疗待遇。
- 白炳信：白治民之弟，建国后曾任西安草滩农场党委副书记。
- 白恩培：白炳信之了，青海和云南两省原省委书记
- 白焕章（1927—1991）：白治民堂弟，官至延安地区轻工业局局长、物价委员会主任，1987年离休并享受副地师级待遇。
- 冯芝桂（1933—）：白焕章妻子，曾任延安市党史研究室副主任。
- 白海延（1955—1999）：白焕章之子，曾任陕西省烟草公司延安分公司副经理。
- 白焕文（1933—2005）：白焕章之弟，曾任绥德县委组织部部长、榆林市直属工委驻绥德工委副书记（副县级）。